# Kani Szaghaghan
Kani Szaghaghan – wieś w Iranie, w ostanie Azerbejdżan Zachodni, w szahrestanie Bukan. W 2006 roku liczyła 93 mieszkańców.